# Бандел
Бандел — колишнє місто в Індії, штаті Західна Бенгалія, зараз частина агломерації Хуглі-Чичура. Місто розташоване на правому березі рукаву Хуґлі річки Ганг. У Банделі є вузлова залізнична станція.

## Історія

### Етимологія
Португальське слово «bandel» означало «місце причалювання», «гавань», а також могло позначати квартал поблизу гавані, заселений переважно людьми однієї раси. Назва походить від перс. bandar - порт, причал. У індійських торговельних поселеннях були окремі місцевості, де компактно мешкали торговці однієї країни або національності. Такі райони португальці називали «бандел». На березі річки Хуґлі, де португальці побудували факторію, один з районів отримав назву порт. bandel de Ugolim, а з часом став назвиватися просто - Бандел. 

### Рання історія
Бандел засновано португальцями у XVI столітті. Точні дати залишаються невідомими, але 1537 року португальські кораблі вперше з'явилися тут. У 1579 році капітан Педро Таварес отримав від могольського імператора Акбара дозвіл на розвиток поселення. У Банделі було побудовано великий порт, торговельну факторію, форт. Оскільки на рівні з Гоа це був головний центр португальського впливу й торгівлі в Індії, португальське населення швидко зростало. Португальці побудували першу в Бенгалії католицьку церкву в Банделі — Церкву Діви Марії у 1599 році. Також було започатковано невеликий августинський монастир.
У 1622 році принц Гарун, майбутній могольський імператор Шах Джахан повстав проти свого батька, імператора Джаханґіра. Він попрохав португальського губернатора про допомогу проти батька, але отримав відмову. Ставши імператором у 1628 році, Шах Джахан звелів знищити португальську колонію в Банделі. Війська бенгальського намісника (субедара) у 1632 взяли місто й форт в облогу. Через зраду одного з солдатів, індійські війська змогли увійти до форту, замінували його та підірвали стіну. Місто було взяте та сталася різанина мешканців. Близько 4 тисяч португальців було взято бранцями до Агри, де їх мали стратити. Втім пізніше Шах Джахан змінив свою думку, помилував португальців та дозволив їм відбудувати Бандел та монастир. Церкву було відбудовано до 1640 року та названо на честь Діви Марії Розарії, у зв'язку зі знайденням місцевими мешканцями статуї Діви Марії з попередньої базиліки.

## Відомі люди

### Уродженці
- Джеймс Брук (1803—1868) — британський офіцер, авантюрист, перший білий раджа Сараваку.